# Bonassola
Bonassola är en ort och kommun i provinsen La Spezia i regionen Ligurien i Italien. Kommunen hade 829 invånare (2018).